# Pokémon regije
U raznim medijima Pokémon franšize pojavilo se nekoliko Pokémon regija. Svaka od igara puštenih u osam generacija (Red, Blue, Green i Yellow; Gold, Silver i Crystal; Ruby, Sapphire i Emerald; Diamond, Pearl i Platinum; Black i White, Black 2 i White 2; X i Y; Sun i Moon; Sword i Shield) usredotočena je na zbivanja smještenih u novoj regiji. Također, nekoliko je regija dodano u ostalim Pokémon videoigrama, a jedna i u Pokémon animiranoj seriji. Igrač nije sposoban iz jedne regije stići u drugu. Jedina iznimka ovog pravila jest Kanto, u koji igrač može stići iz Johta.

## Kanto
Kanto, uvedena u Red, Blue i Yellow inačicama, prva je regija unutar Pokémon videoigara. Izravno je povezana s Johto regijom, iz koje igrač može pristupiti Kanto regiji kroz Pokémon Gold, Silver i Crystal igre. U ovim inačicama regija se geografski razlikuje od prvotnog stanja u igrama prve generacije. Ova se regija također pojavljuje u igrama Pokémon FireRed i LeafGreen, poboljšanim inačicama igara Pokémon Red i Blue. Zbivanja prve i devete sezone Pokémon animirane serije smještena su u ovoj regiji.
Gradovi Kanto regije nose imena boja, što će se kasnije kao ideja djelomično prenijeti i na ostale regije. Južno od Kanta smješteni su Sevii otoci i otočje Orange, dok s Johtom, smještenim istočno od regije, sačinjava manji kontinent. Hoenn, uveden u trećoj generaciji igara, smješten je jugozapadno od regije.
Kanto predstavlja stvarnu regiju u Japanu imena Kantō.

### Sevii otoci
Sevii otoci pojavljuju se samo u Pokémon FireRed i LeafGreen inačicama i jednoj od epizoda Pokémon Kronika. Njihovo je ime nastalo zbog uvjerenja starosjedioca koji žive na Sevii otocima da je sedam otoka stvarano sedam dana (također, dio "VII" u nazivu Sevii rimski je broj sedam). U arhipelagu je zapravo preko tridesetak otoka, uključujući one koji nisu dostupni. Među njih spadaju i dva otoka dostupna samo putem posebne Nintendo karte; Otok rođenja (Birth Island) i Pupčani greben (Navel Rock). Oba otoka dostupna su i u Pokémon Emerald igri.
Sevii otoci temljeni su na Izu otocima i Bonin otocima.

## Johto
Johto je jedna od Pokémon regija fiktivnog Pokémon svijeta. Planinsko područje dom je Johto lige i planine Silver. Zbivanja treće, četvrte i pete sezone animirane serije smještena su u ovoj regiji, kao i druga generacija Pokémon videoigara, Pokémon Gold, Silver i Crystal inačica.
Imena velegradova i gradova Johto regije nose imena različitih vrsta stabala i biljaka, prateći tradiciju imenovanja gradova po bojama u Kanto regiji. Johto leži zapadno od Kanto regije i jugoistočno od Hoenn regije, a temelji se na Kansai i Tokai regijama Japana.

## Hoenn
Hoenn regija uvedena je prvi put u Pokémon Ruby, Sapphire i Emerald videoigrama, i smještena je jugozapadno od Kanto/Johto kopnene mase. Jedini način prijevoza do Hoenna predstavljaju krstarice poput S.S. Anne, koje kruže čitavim Pokémon svijetom. Zbivanja šeste, sedme i osme sezone Pokémon animirane serije smještena su u ovoj regiji.
Hoenn je geografski nalik japanskom otoku Kyūshū, izuzev položaja, koji je okrenut za 90° suprotno od kazaljke na satu.
Prema Pokémon legendi, Hoenn regiju stvorili su Legendarni Pokémon kopna Groudon, podižući kopno, te Legendarni Pokémon oceana Kyogre, šireći more. Hoenn regija ima vlastitu Pokémon ligu nazvanu Hoenn ligom, te vlastitu Elitnu četvoru (nasuprot Kanto i Johto regiji, koji dijele svoju Elitnu četvorku). Zbivanja u sezoni Advanced Generation Pokémo animirane serije odvijaju se ovdje. Grad LaRousse, mjesto radnje filma Pokémon: Destiny Deoxys, nalazi se u istočnom dijelu Hoenna.

## Sinnoh
Sinnoh regija mjesto je zbivanja igara Pokémon Diamond i Pearl, smještena sjeverno od Kanto/Johto kopnene mase. Regija sadržava velik broj velegradova i gradova, no tek nekoliko vodenih Staza. Miješana je regija koja sadržava četiri jezera, planinski masiv i snježno područje na sjeveru. Također sadržava skriveno podzemno područje u kojem se mogu pronaći, među ostalim sadržajem, fosili izumrlih Pokémona. Zbivanja desete sezone Pokémon animirane serije smještena su u ovoj regiji.
Hokkaidō, sjeverni japanski otok, gotovo je jednakog geografskog oblika kao Sinnoh regija, osim položaja, jer je Sinnoh lagano zakrenut u smjeru kazaljke na satu.

## Orange otoci
Orange otoci pojavljuju se samo u Pokémon animiranoj seriji i manga stripu The Electric Tale of Pikachu. Jedina je regija koja ne prati zbivanja ijedne Pokémon videoigre. Sačinjava ju skup manjih otoka. Zbivanja druge sezone Pokémon animirane serije smještena su u ovoj regiji. Četiri Orange otoka (Otok vatre, Otok munje, Otok leda i Shamouti otok) mjesto su radnje filma Pokémon: The Movie 2000.
Otočje je klimatski različito od Kanto regije, koju krasi umjerena klima, dok u Orange otočju prevladava tropska klima. Jedan od učinaka koje klima ima jest drugačije obojenje tijela Pokémona koji se tamo pronalaze.